# Tamurhydrelia acutipennis
Tamurhydrelia acutipennis là một loài bướm đêm trong họ Geometridae.